# Проспект Октября (Уфа)
Проспе́кт Октября́ — основная улица города Уфы Республики Башкортостан, вторая по протяжённости после проспекта Салавата Юлаева. Длительное время являлся самой длинной улицей города. Его протяженность составляет 8,8 километров.
Проспект начинается от Башкирского государственного аграрного университета и заканчивается Дежнёвским переходом.

## История
Первоначальный проспект возник в XVI–XIX веках на месте Большого Сибирского тракта.
К 1925 году проспект именовался как Большая улица Электрификации. Связано это со строительством Центральной электростанции на Непейцевской горе.
В 1938 году был разработан и принят план по интенсивному развитию Уфы, предусматривающий реконструкцию и почти полную перестройку республиканского центра, в результате чего встал вопрос об объединении северной и южной частей города транспортной магистралью. Вдоль дороги Уфа – Черниковск планировали многоэтажную застройку, но планы не удалось воплотить в жизнь из-за начала Великой Отечественной войны.
После того, как в 1956 году Черниковск стал частью Уфы, после чего соединяющая их магистраль стала асфальтироваться и застраиваться новыми домами, реализуя проект по созданию нового городского центра, равноудалённого от исторической части города. Проспект первоначально назвали в честь советского поэта и драматурга Владимира Маяковского, но уже в 1959 году переименовали в проспект Октября.

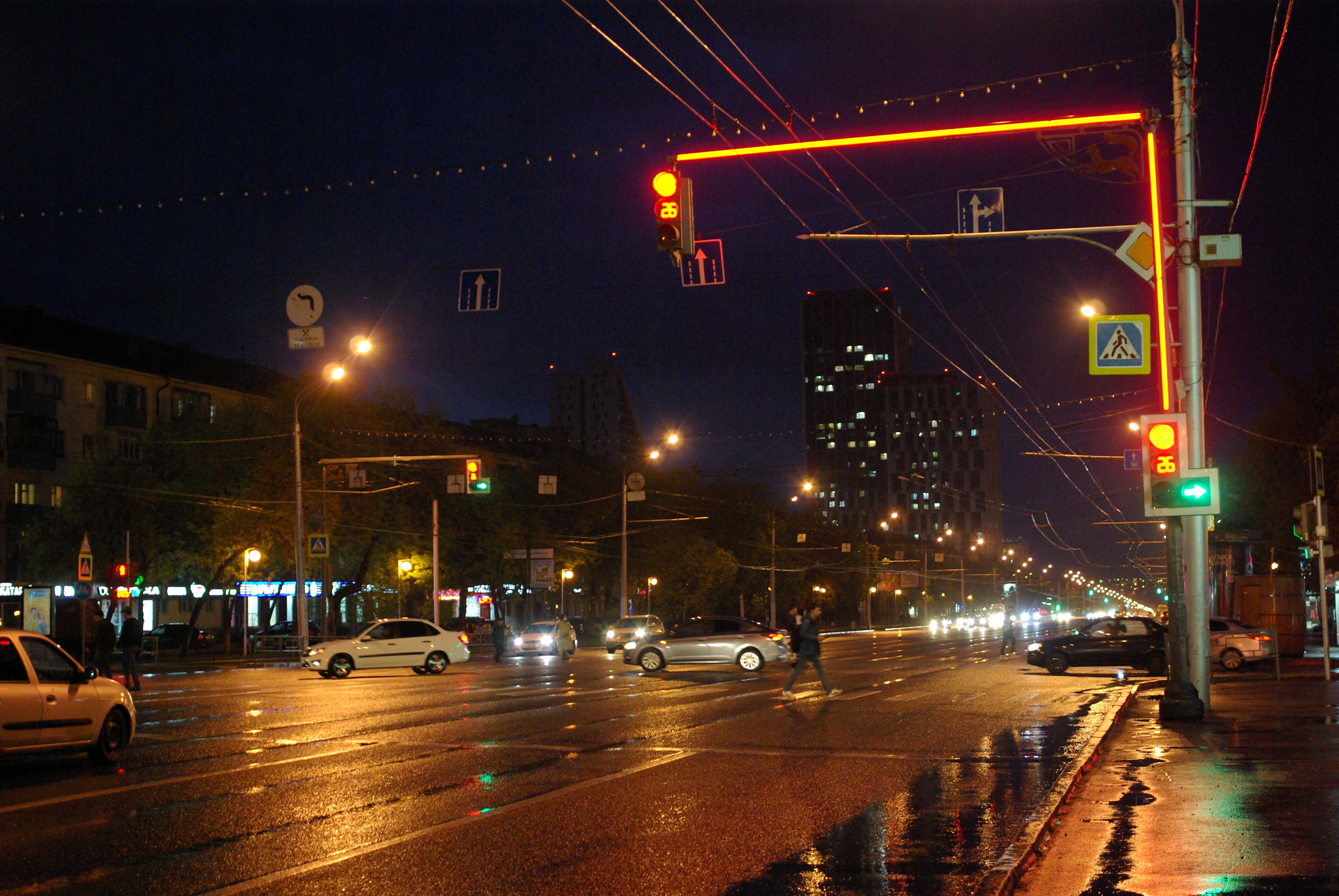
Проспект Октября в ночное время

В настоящее время проспект Октября является ключевым торговым пространством Уфы, где размещены крупные и элитные торговые центры, а также некоторые административные здания.

## Достопримечательности
Несколько объектов, расположенных на проспекте Октября, являются объектами культурного наследия со статусом памятников регионального значения:

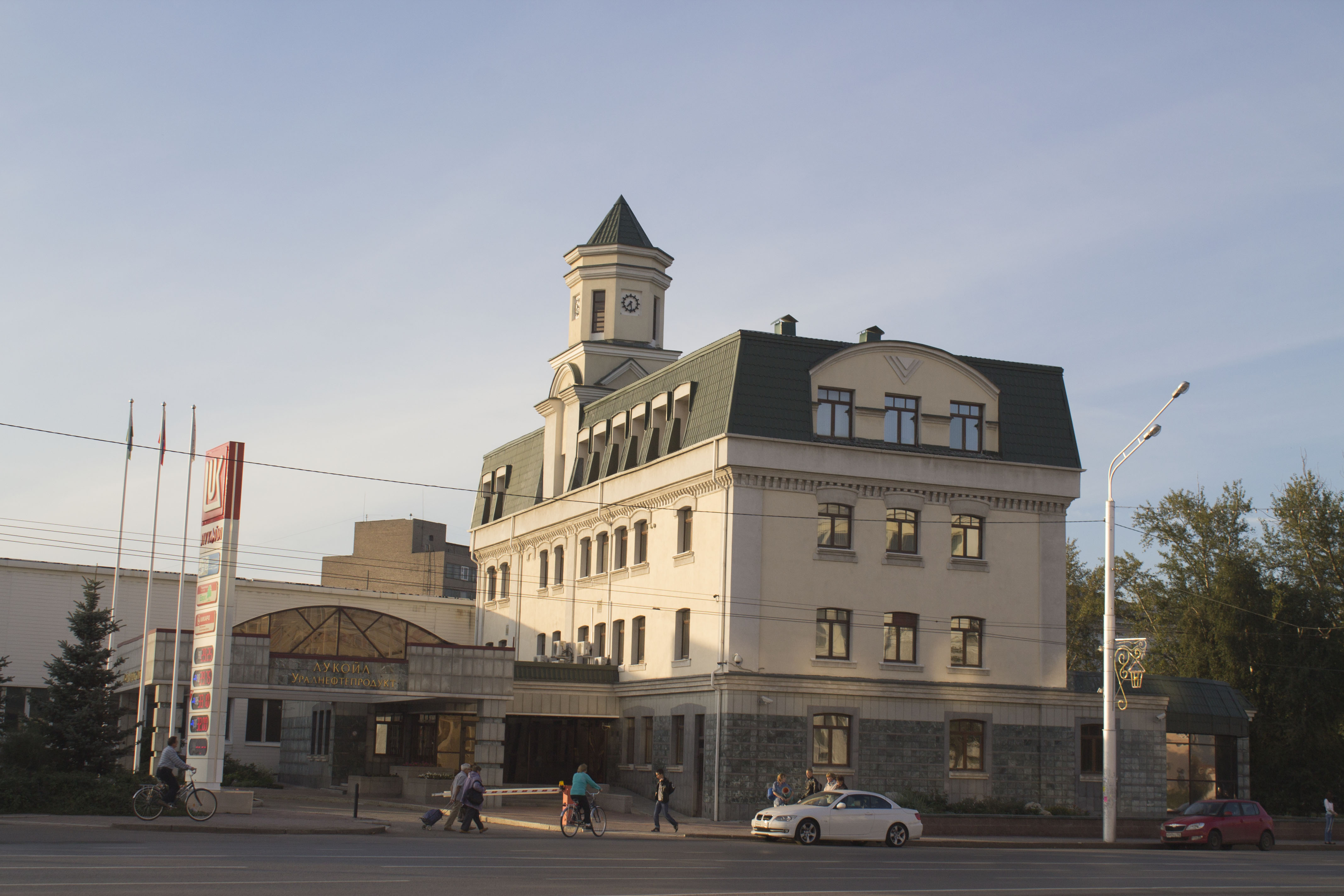
№ 1,  021410159270005 — Часть пожарного канатного завода (1992)
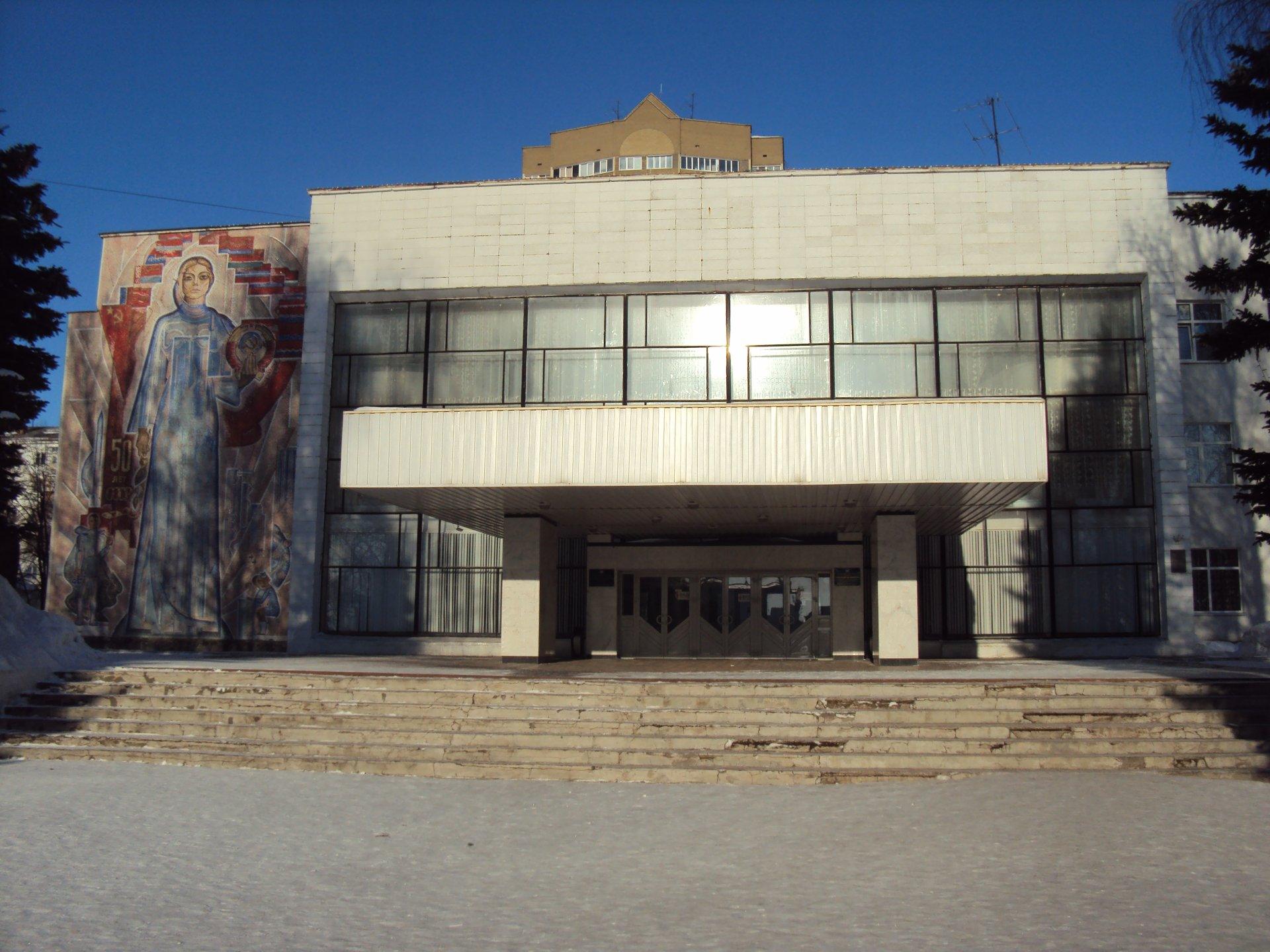
№ 33,  021510385740005 — Дворец культуры завода резинотехнических изделий (1976)
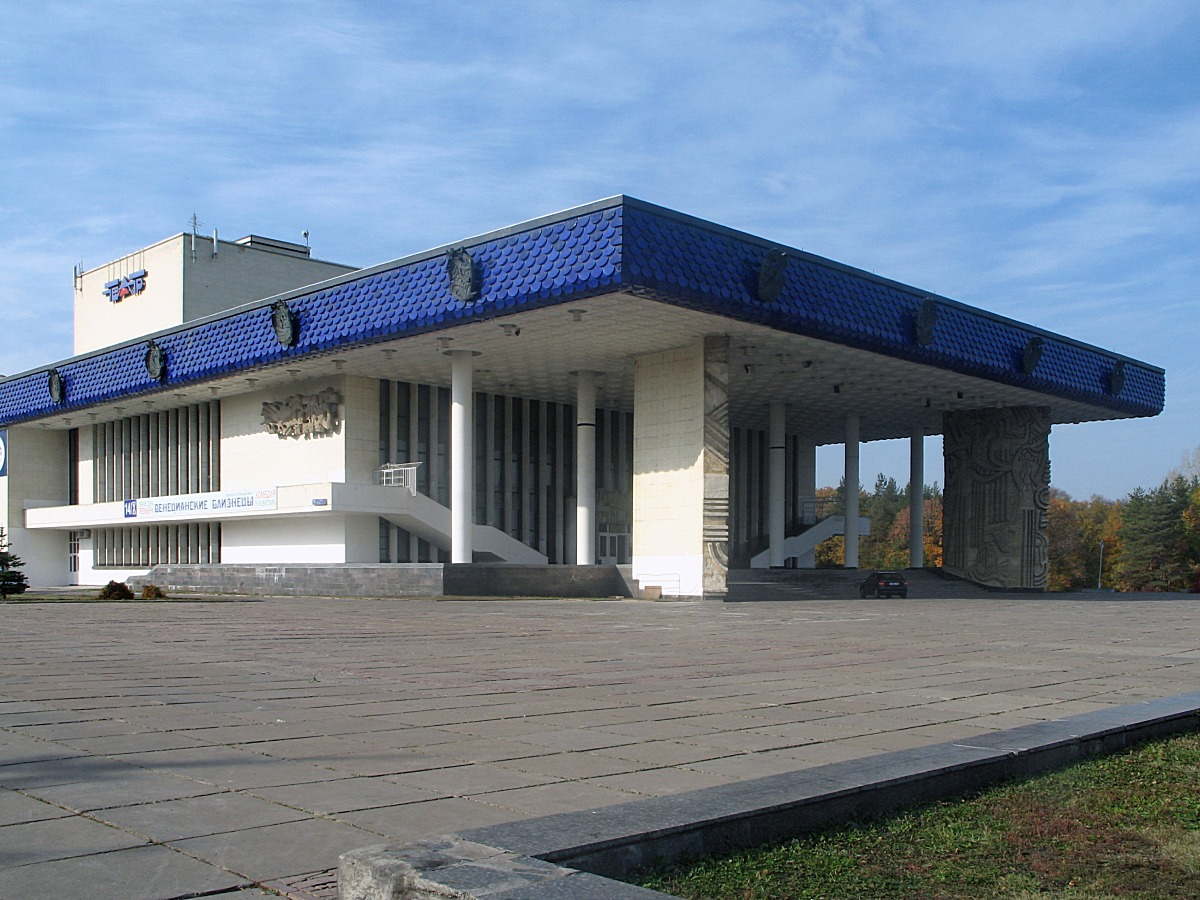
№ 79,  021410156110005 — Дворец Республиканского русского драматического театра (1997)
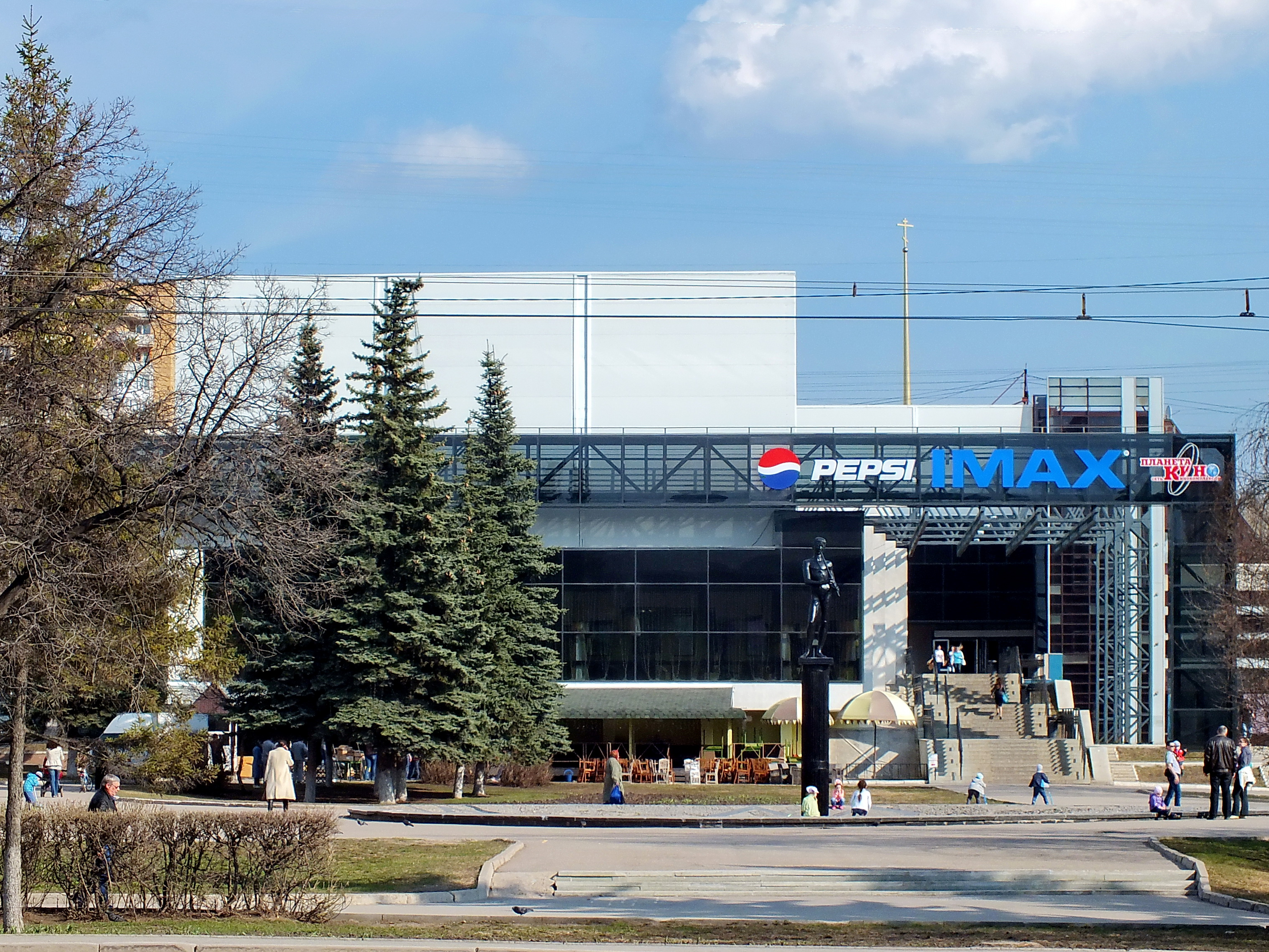
№ 94,  021410148220005 — Кинотеатр «Искра» (1976)  - Часть пожарного канатного завода
  - Дворец культуры завода резинотехнических изделий
  - Дворец Республиканского русского драматического театра
  - Кинотеатр «Искра»